# Edwardsiella piscicida
Edwardsiella piscicida es una especie de bacteria gramnegativa del género Edwardsiella. Fue descrita en el año 2013. Su etimología hace referencia a asesina de peces. Es anaerobia facultativa. Forma colonias circulares, convexas, lisas y ligeramente β-hemolíticas. Catalasa positiva y oxidasa negativa. Temperatura óptima de crecimiento entre 28-30 °C. Se ha aislado de peces enfermos. Debido a que esta especie se describió en el año 2013, no se sabe si los estudios anteriores a ese año, tanto en peces como en humanos, hacen referencia a E. tarda o a E. piscicida. Aun así, parece que E. tarda se relaciona más con las infecciones en humanos, y E. piscicida se asocia más a los peces.

## Infecciones en peces
Se trata de una especie que causa infecciones en una amplia variedad de animales marinos y de agua dulce, sobre todo peces. Por lo tanto, se considera que puede producir infecciones entéricas zoonóticas en humanos. Los peces afectados muestran áreas de la piel descoloridas, hemorragias externas y septicemia. En los órganos internos se observa exoftalmia, abundancia de líquido ascítico y petequias, así como abscesos y nódulos.
Se utiliza como modelo de estudio de infecciones entéricas relacionadas con la comida y el agua, y para el estudio de infecciones intracelulares y sistémicas. Contiene sistemas de secreción tipo III y tipo VI, que son los sistemas de virulencia más importantes que posee.

## Diagnóstico y tratamiento
Se puede cultivar en una gran variedad de medio de cultivo, como agar TSA, agar cerebro-corazón, Mueller-Hinton, agar marino, MacConkey, agar Salmonella-Shigella, y también en el agar Edwardsiella tarda, aunque no es posible diferenciar las dos especies de forma visual. Se puede identificar por MALDI-TOF, aunque puede generar confusión con E. tarda. Por otro lado, se puede identificar mediante PCR de los genes etfA, etfB, o gyrB. Existe también una PCR a tiempo real para diferenciar entre las distintas especies del género.
Por lo general, es sensible a enrofloxacino, oxitetraciclina, trimetoprim-sulfametoxazol y florfenicol. Se encuentran en desarrollo varias vacunas dirigidas a esta especie.